# Дубіс Лідія Францівна
Дубіс Лідія Францівна (* 29 червня 1967) — український геоморфолог, ландшафтознавець, доктор географічних наук, старший науковий співробітник, професор Львівського національного університету імені Івана Франка.

## Біографія
Народилась 29 червня 1967 року в Болехові Долинського району Івано-Франківської області. Закінчила 1989 році географічний факультет Львівського державного університету імені Івана Франка. У 1989—2008 роках працювала на географічному факультеті, з 1999 року доцентом. З 2008 року працює на географічному факультеті Київського університету старшим науковим співробітником науково-дослідної лабораторії ландшафтної екології та дистанційних методів моніторингу навколишнього середовища. Кандидатська дисертація «Структурна організація і функціонування річкових систем гірської частини басейну Тиси» захищена у 1995 році. Вивчає проблеми еолового та флювіального морфогенезу, застосування аерокосмічних матеріалів у географічних дослідженнях, лабораторні методи дослідження осадових утворень.
У 2003 році в неї народився син. У зв'язку з деякими  подіями Дубіс Лідія Францівна працює в Львівському університеті імені Івана Франка з 2013 року.

## Наукові праці
Автор понад 80 наук. праць, 1 монографії у співавторстві. Основні праці:
1. (пол.) Hidrografia doliny górnego Dniestru. // Z biegiem Dniestru. Warszawa, 2007. № 4 (у співавторстві).
2. (пол.) The corrosion residual forms, yardangs, as an indicator of the rate of deflation. // Geology of the Arab world. Cair. 2000.
3. (пол.) Wpływ warunków fizycznogeograficznych na przebieg procesów monfogenetycznych w Attce (na przykladzie zlewni Megela Pefka). // Współczecna evolucja rzeżby Polski. — Kraków, 2005.
4. (англ.) Extorted forms of Acelian accumulation in the Coude du Dra region. // Contemporary evolution oh the natural environment of the redion Antiatlas and Sahara (Morocco). Cracow, 2008 (co-auther).
5. Ідеї еолового морфогенезу в працях П. А. Тутковського // Фізична географія та геоморфологія. — К., 2009 (у співавторстві).
6. Науково-методичні засади дослідження еолового морфогенезу правобережної частини Українського Полісся // Фізична географія та геоморфологія. — К., 2009.